# Bargut
El barga (mongol: Барга; xinès tradicional: 巴尔 虎 部, xinès simplificat: 巴尔 虎 部, pinyin: Bā'ěrhǔ Bu) és un subgrup dels mongols que parlen un dialecte de la llengua barga buriàtia i, predominantment, viuen a l'Hulunbuir des del segle xvii de la dinastia Qing.
Als segles xii i xiii, els mongols barga van aparèixer com a tribus, prop del llac Baikal, anomenat Bargujin. L'antecessor d'Alan Guia va ésser Genguis Kan i la seva ascendència era barga. En l'Imperi Mongol, servien en exèrcits dels Grans Khans. Un d'ells, anomenat Ambaghai, en comandava l'artilleria.
Després de la caiguda de la dinastia Yuan el 1368, els barga es van unir als oirats contra els genghisids. Van ser, però, dispersats entre els mongols i els oirats. Els barga comparteixen els onze mateixos clans en què es van dividir els Khori-Buryats. El cos principal del Khori-Barga es va traslladar a la zona compresa entre el riu Ergune i la serralada Khingan, on es van sotmetre als daurs i als Solon Evenkis. Un gran grup dels Barga-Khoris va fugir cap a l'est fins al riu Onon, l'any 1594. Mentre que alguns es van quedar sota la protecció russa, d'altres es van fer tributaris del Kalkha.
Quan la dinastia Qing va atacar els cosacs als rius Shilka i Ergune el 1685-89, aquests barga mongols van ser deportats a Manxúria. La cort Qing els va dispersar sota les banderes dels Chajar. El 1734, els mongols barga que havien quedat sota el domini dels Noyan de Khalkha es van queixar del maltractament dels seus senyors. L'autoritat Qing va seleccionar 2.400 mongols barga, residents a Khalkha i els va fer assentar amb les seves famílies a Hulunbuir, Dornod.